# Edelweiss Rodriguez
Edelveis „Edelweiss“ Rodriguez (* 26. Juni 1911 in Rimini; † 22. Februar 1962 ebenda) war ein italienischer Boxer.
Edelweiss Rodriguez stammte aus Rimini, das eine Hochburg des italienischen Boxsports war. Im Alter von 17 Jahren bestritt er seinen ersten Kampf. Er wurde mehrfach italienischer Meister, erstmals 1929. Er vertrat die Nationalmannschaft 21-mal, und bei den Boxeuropameisterschaften 1930 in Budapest errang er die Bronzemedaille im Bantamgewicht. 1932 startete Edelweiss Rodriguez bei den Olympischen Spielen in Los Angeles in der Gewichtsklasse Fliegengewicht. Im Viertelfinale schied er gegen den späteren Olympiasieger aus Ungarn, István Énekes, aus.
Anschließend wurde Rodriguez Profi. Bis 1940 absolvierte er 34 Boxkämpfe, von denen er 21 gewann, 1947 trat er noch ein letztes Mal an und siegte. Seine Kämpfe bestritt er vorrangig in Italien und der Schweiz. 1934 wurde er italienischer Profi-Meister im Fliegen- sowie in Rimini im Bantamgewicht, den Bantamtitel holte er noch drei weitere Male. 1938 ging er nach Äthiopien, wo er neun Boxkämpfe absolvierte und als Friseur arbeitete; 1940 wurde er in Addis Abeba „Ost-Afrikameister“. Bei Ausbruch des Zweiten Weltkriegs wurde Rodriguez als Soldat in Äthiopien eingezogen, obwohl er eigentlich mit 1,52 Meter zu klein für den Wehrdienst war. Im November 1946 kehrte er nach mehreren Jahren Kriegsgefangenschaft nach Italien zurück.
Nach dem Ende seiner sportlichen Laufbahn eröffnete Rodriguez einen Zeitungskiosk neben dem Grattacielo di Rimini, der eine lokale Institution wurde. Nach seinem frühen Herztod im Jahre 1962 übernahm diesen sein Sohn, Edelweiss Rodriguez junior. Der Sohn, in seiner Heimatstadt ebenso populär wie sein Vater, musste aus gesundheitlichen Gründen eine eigene Boxkarriere aufgeben und wurde Ringrichter; er starb 2013.
In Rimini ist eine Straße nach dem Vater Via Edelweiss Rodriguez Senior benannt.